# MANET (base de données)
MANET (pour Molecular Ancestry Network) est une base de données bioinformatiques qui relie les données disponibles sur l'évolution des protéines et de leur structure aux données disponibles sur l'évolution des êtres vivants. Ce système a été initialement développé au département d'ingénierie agronomique de l'université de l'Illinois à Urbana-Champaign [Quand ?]. 
MANET suit par exemple l'ascendance d'une enzyme du métabolisme en s'appuyant sur des méthodes bioinformatiques, phylogénétiques et statistiques. Cette base de données croise des informations issues de la base SCOP (Structural Classification of Proteins), des informations sur les voies métaboliques de la base KEGG (Kyoto Encyclopedia of Genes and Genomes) et des reconstitutions phylogénétiques décrivant l'évolution du repliement des protéines à l'échelle la plus large possible.